# Taifa di Niebla
La Taifa di Niebla era un regno di taifa musulmano di al-Andalus che si proclamò regno indipendente nel 1023, in seguito alla disintegrazione che aveva subito dal 1009 il Califfato di Cordova, ed ebbe tre periodi di indipendenza: dal 1023 al 1053, dal 1145 al 1150 e dal 1234 al 1262, quando la taifa fu conquistata dal re di Castiglia e León, Alfonso X.
La Taifa di Niebla comprendeva i territori circostanti e anche la città di Gibraleón, con il suo territorio.

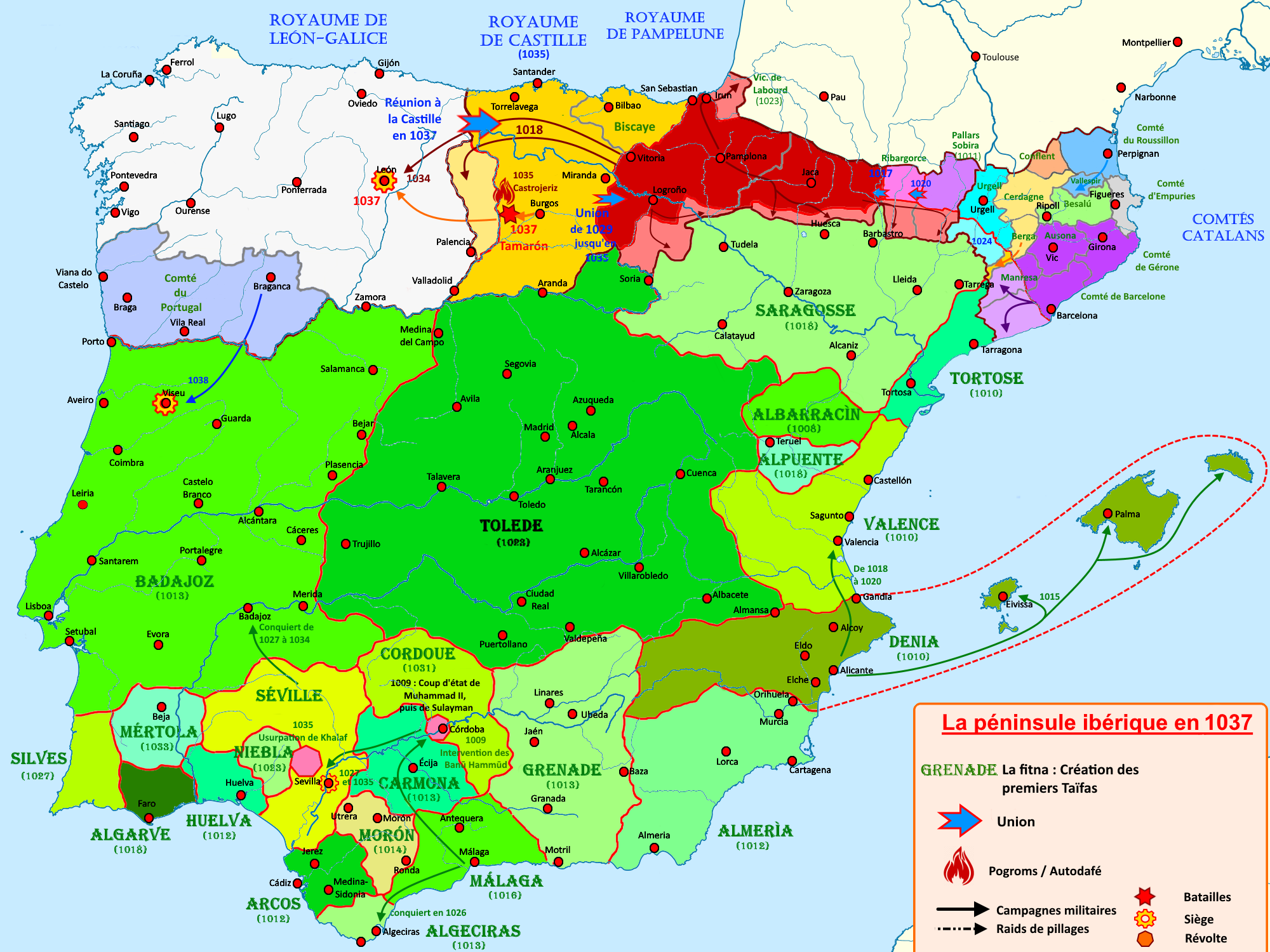
Taifa di Niebla nel 1037

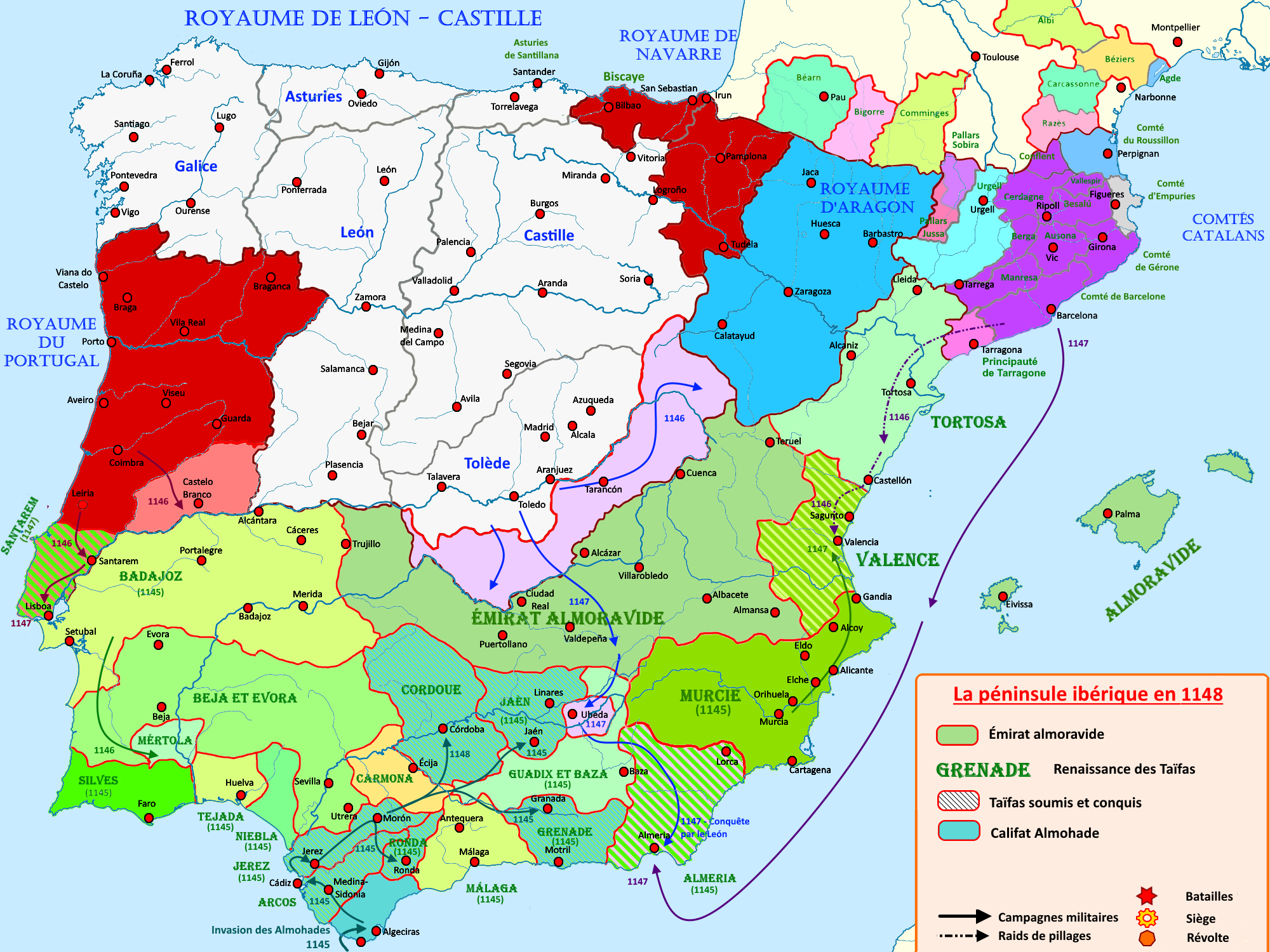
Taifa di Niebla nel 1148

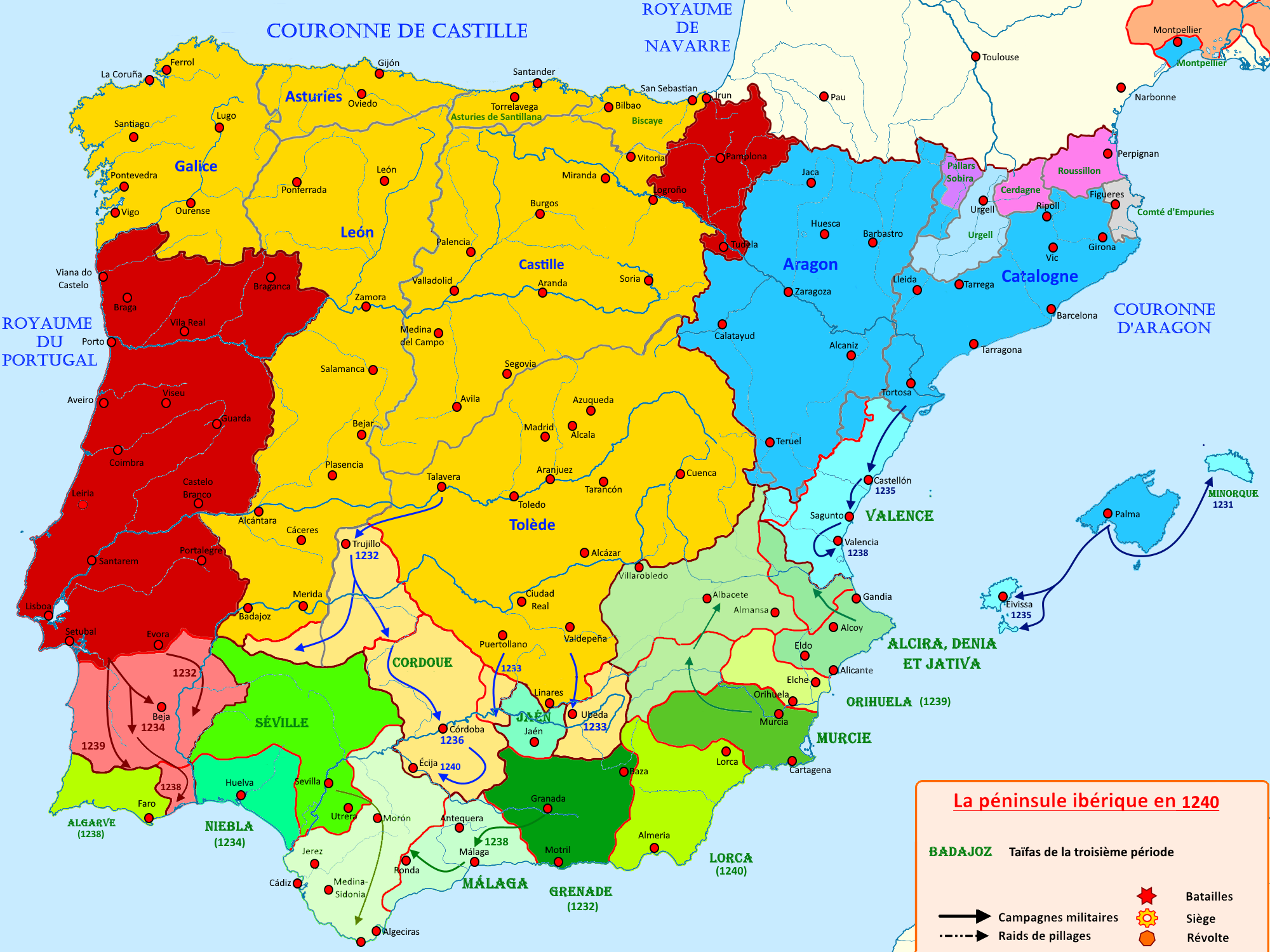
Taifa di Niebla nel 1240

## Storia
Durante la guerra civile di al-Andalus, riportata dallo storico Rafael Altamira, Ahmed Ibn Yahya, che, come riporta la Muslim Spain and Portugal: A Political History of al-Andalus, discendeva da una potente famiglia patrizia araba, nel 1023, fu riconosciuto re de Niebla e Gibraleón, riconosciuto dalla taifa di Huelva e prese il titolo onorifico di Tay al-Dawla, come riporta La web de las biografias.
Ahmed Ibn Yahya regnò pacificamente senza problemi con le taife confinanti. Ahmed morì nel 1041, senza discendenza e gli succedette il fratello, Muhammad Ibn Yahya. Il regno di Muhammad Ibn Yahya coincise con l'ascesa della taifa di Siviglia, che in pochi anni incorporò le taife di Huelva, Silves, Mértola, Santa María del Algarve, Ronda, Carmona, Morón, Arcos, Córdoba, Algeciras e Murcia, oltre quella di Niebla e Gibraleón, come riporta La web de las biografias. Inizialmente cercò un'alleanza con Abu Bakr Muhammad ibn Abdallah detto Modafar, emiro di Badajoz, ma dopo che Badajoz e Siviglia si erano alleate, Muhammad, lasciando la taifa nelle mani del nipote, Fath Ibn Jalaf, nel 1052, si recò a Cordova per ottenerne la protezione, dove rimase e morì in data sconosciuta.
Fath Ibn Jalaf cercò di opporsi ad Abbad II al-Mu'tadid, emiro di Siviglia, che invase la taifa di Niebla, saccheggiandola e devastandola, sino a che Fath Ibn Jalaf, nell'anno successivo, si arrese e Niebla venne incorporata nella Taifa di Siviglia Fath Ibn Jalaf si rifugiò a Cordova, dove, nel 1055, morì. Muhammad al-Muʿtamid di Siviglia governò anche Murcia, ma dopo che il Re di Castiglia Alfonso VI aveva conquistato Toledo, i Re delle Taifa di Granada, Siviglia e Badajoz cercarono l'aiuto degli Almoravidi, come riporta lo storico Rafael Altamira. Gli Almoravidi si resero conto della debolezza che avevano i Regni di Taifa per le loro continue dispute interne, e Yūsuf ibn Tāshfīn conquistò tutti i Regni di Taifa.

### Seconda taifa
Quando l'Impero almoravide perdette vigore vi fu un secondo periodo di espansione dei regni indipendenti, che viene ricordato come Seconda taifa. Dopo che Ahmad ibn Qasi, aveva occupato la Taifa di Mértola, con soli 70 uomini, Yusuf b. Ahmad al-Bitruji, lo imitò prendendo possesso di Niebla, nel 1145, proclamandosi emiro indipendente. Dovette però accordarsi  con gli Almohadi, che nel 1148 avevano conquistato l'Algarve, ma dopo aver scoperto che volevano assassinarlo li combatté, ma fu sconfitto e ucciso. Negli anni successivi a Niebla regnò il malcontento che, con l'aiuto del Re di Castiglia e León, Alfonso VII portò ad una aperta ribellione, che fu soffocata col massacro di molti cittadini.

### Terza taifa
Dopo la sconfitta nella Battaglia di Las Navas de Tolosa (1212) il potere almohade nella penisola fu notevolmente indebolito e il loro dominio divenne puramente teorico, proliferando nuove taifa che si sarebbero dichiarate indipendenti. In questa situazione la taifa di Niebla, tornata indipendente, verso il 1234, unitamente all'Algarve si oppose alla conquista dei re Cristiani, Ferdinando III di Castiglia e Sancho II del Portogallo. La taifa di Niebla divenne vassalla del re di Castiglia e León, Ferdinando III, nel 1250 e fu conquistata e annessa dal re di Castiglia e León, Alfonso X, nel 1262.

### Fonti primarie
- (EN)  Muslim Spain and Portugal: A Political History of al-Andalus

### Letteratura storiografica
- Rafael Altamira, "Il califfato occidentale", in: «Storia del mondo medievale», Cambridge History of Middle Age, vol. II, 1999, pp. 477-515.]
- Rafael Altamira, La Spagna (1031-1248), in "Storia del mondo medievale", vol. V, 1999, pp. 865–896
- La recomquista